# Ancylometes riparius
Ancylometes riparius là một loài nhện trong họ Ctenidae.
Loài này thuộc chi Ancylometes. Ancylometes riparius được miêu tả năm 2000 bởi Höfer & Antonio D. Brescovit.